# P-Laplacien

En mathématiques, le p-laplacien, ou l'opérateur de p-Laplace, est un opérateur différentiel partiel elliptique quasi-linéaire du second ordre. C'est une généralisation non linéaire de l'opérateur laplacien, où p, usuellement fixé à 2, est autorisé à s'étendre sur {\displaystyle 1<p<\infty }. Il s'écrit comme
{\displaystyle \Delta _{p}u:=\nabla \cdot (|\nabla u|^{p-2}\nabla u)}
où le {\displaystyle |\nabla u|^{p-2}} est défini par :
{\displaystyle \quad |\nabla u|^{p-2}=\left[\left({\frac {\partial u}{\partial x_{1}}}\right)^{2}+\cdots +\left({\frac {\partial u}{\partial x_{n}}}\right)^{2}\right]^{\frac {p-2}{2}}}.
Dans le cas particulier où {\displaystyle p=2}, cet opérateur se réduit au laplacien classique. En général, les solutions d'équations impliquant le p-laplacien n'ont pas de dérivées du second ordre au sens classique, donc les solutions à ces équations doivent être comprises comme des solutions faibles. Par exemple, on dit qu'une fonction u appartenant à l'espace de Sobolev {\displaystyle W^{1,p}(\Omega )} est une solution faible de
{\displaystyle \Delta _{p}u=0{\text{ dans }}\Omega }
si pour chaque fonction test {\displaystyle \varphi \in C_{0}^{\infty }(\Omega )} on a
{\displaystyle \int _{\Omega }|\nabla u|^{p-2}\nabla u\cdot \nabla \varphi \,\mathrm {d} x=0}
où {\displaystyle \cdot } désigne le produit scalaire standard.

## Opérateur
L'opérateur p-laplacien pour une fonction u définie sur un espace de dimension n s'écrit :
{\displaystyle {\begin{aligned}\Delta _{p}u=\nabla \cdot (|\nabla u|^{p-2}\nabla u)&=\sum _{i=1}^{n}{\frac {\partial }{\partial x_{i}}}\left[\sum _{j=1}^{n}\left({\frac {\partial u}{\partial x_{j}}}\right)^{2}\right]^{\frac {p-2}{2}}{\frac {\partial u}{\partial x_{i}}}\\&=|\nabla u|^{p-4}\left(|\nabla u|^{2}\Delta u+(p-2)\sum _{i,j=1}^{n}{\frac {\partial u}{\partial x_{i}}}{\frac {\partial u}{\partial x_{j}}}{\frac {\partial ^{2}u}{\partial x_{i}\partial x_{j}}}\right).\end{aligned}}}
Les solutions sont appelées fonctions p-harmoniques.

### Cas particuliers
p = 1
L'opérateur 1-laplacien est l'opposé de l'opérateur de courbure moyenne :
{\displaystyle \Delta _{1}u=\operatorname {div} \left({\frac {\nabla u}{|\nabla u|^{1}}}\right)=-H}.
p = 2
L'opérateur 2-laplacien est le laplacien classique :
{\displaystyle \Delta _{2}u=\Delta u=\operatorname {div} (\nabla u)}.
p = n
L'opérateur n-laplacien est un cas particulier, car il est invariant par toute transformation de Möbius. En effet, la norme {\textstyle \int |\nabla u|^{n}} est invariant par toute transformation conforme.
Ce cas est important dans l'étude des transformations quasi-conformes.
p infini
L'équation de ∞-Laplace se réduit à:
{\displaystyle \Delta _{\infty }u=\nabla u\cdot \left[(Hu)\nabla u\right]=\sum _{i,j=1}^{n}{\frac {\partial u}{\partial x_{i}}}{\frac {\partial u}{\partial x_{j}}}{\frac {\partial ^{2}u}{\partial x_{i}\partial x_{j}}}}
où Hu désigne la matrice hessienne de u.
Cette équation a des applications en traitement d'images.

## Formulation variationnelle
La solution faible de l'équation de p-Laplace avec une condition aux limites de Dirichlet
{\displaystyle {\begin{cases}-\Delta _{p}u=f&{\mbox{ dans }}\Omega \\u=g&{\mbox{ sur }}\partial \Omega \end{cases}}}
dans un domaine {\displaystyle \Omega \subset \mathbb {R} ^{N}} est celle qui minimise la fonctionnelle énergie
{\displaystyle J(u)={\frac {1}{p}}\,\int _{\Omega }|\nabla u|^{p}\,dx-\int _{\Omega }f\,u\,\mathrm {d} x}
parmi toutes les fonctions de l'espace de Sobolev {\displaystyle W^{1,p}(\Omega )} satisfaisant les conditions aux limites au sens de la trace. Dans le cas particulier {\displaystyle f=1,g=0} et {\displaystyle \Omega } est une boule de rayon 1, la solution faible du problème ci-dessus peut être explicitement calculée et est donnée par
{\displaystyle u(x)=C\,\left(1-|x|^{\frac {p}{p-1}}\right)}
où {\displaystyle C} est une constante appropriée dépendant uniquement de la dimension {\displaystyle N} et de {\displaystyle p}. On remarque que pour {\displaystyle p>2} la solution n'est pas deux fois dérivable au sens classique.